# Thunderpants
Thunderpants es una película de 2002 protagonizada por Bruce Cook, Rupert Grint y Joshua Herdman, quienes se habían dado a conocer un año antes en la película Harry Potter y la piedra filosofal. Está dirigida por el director británico Peter Hewitt. El guion fue escrito por Phil Hughes, basado en la historia de un niño que se involucra en un programa espacial de los Estados Unidos, pero tiene un problema de flatulencias que no puede controlar.

## Recepción
La cinta ha recibido una calificación de 60% en el sitio web de reseñas Rotten Tomatoes, basado en 5 reseñas.
La revista Empire escribió en su reseña que Thunderpants es «una rareza peculiar y bien hecha para los adultos, pero una risa para los niños y Beano nostálgicos ... debajo de todo el aire expulsado es en realidad una simple historia de un niño que encuentra su talento y lo aprovecha al máximo». Los anfitriones de RedLetterMedia web series Best of the Worst compartieron sentimientos similares cuando criticaron la película con consenso en que la misma fue demasiado encantadora y muy bien hecha para ser considerada una película «mala».
Durante una aparición en The Tonight Show with Conan O'Brien, Paul Giamatti se refirió a este film como uno de los puntos altos en su carrera.